# Arrest, Somme
Arrest là một thị trấn của tỉnh Somme, thuộc vùng Hauts-de-France, miền bắc nước Pháp. Xã này có diện tích 11,15 km2, dân số năm 1999 là 820 người.